# Língua kissi
Kissi (ou Kisi) é uma língua Mel da África Ocidental, estreitamente relacionada com a língua temne da Serra Leoa. Existem dois dialetos, norte e sul, e ambos são línguas tonais s. O dialeto do norte é falado na Guiné e na Serra Leoa. Na sua forma do norte, usa frequentemente empréstimos do línguas maninkas e da língua mende. O dialeto do sul é falado na Libéria e Serra Leoa. Os dois dialetos são notavelmente diferentes, mas estão intimamente relacionados.
Na Guiné, os principais lugares que Kissi é falado são as cidades de Kissidougou e Guéckédou.

## Fonologia

### Vogais
|              | Anterior | Posterior |
| ------------ | -------- | --------- |
| Fechada      | i        | u         |
| Meio Fechada | e        | o         |
| Meio Aberta  | ɛ        | ɔ         |
| Aberta       | a        |           |

### Consoantes
|              |               | Labial | Alveolar | Palatal | Velar | Labial–velar | Glotal |
| ------------ | ------------- | ------ | -------- | ------- | ----- | ------------ | ------ |
| Oclusiva     | surda         | p      | t        |         | k     | kp           |        |
| Oclusiva     | sonora        | b      | d        |         |       | (gb)         |        |
| Oclusiva     | prenasalizada | mb     | nd       | (ɲɟ)    | ŋg    | (ŋmgb)       |        |
| Africada     | Africada      |        |          | t͡ɕ      |       |              |        |
| Fricativa    | Fricativa     | f      | s        |         |       |              | h      |
| Nasal        | Nasal         | m      | n        | ɲ       | ŋ     |              |        |
| Approximante | Approximante  |        | l        | j       | w     |              |        |

Os dialetos de Kissidougou preservam uma distinção entre os fonemas / r / e / l / fonemas que foram fundidos como alofones nos dialetos ao sul de Guéckédou. Por exemplo, "la huŋ" significa exatamente o mesmo que "ra huŋ". Além disso, "Obrigado" é percebido como "barika" em torno de Kissidougou e "balika" ao sul de Guéckédou.
A velar labial-velar sonora ocorre apenas em frases onomatopaicas, e a medial gb pode ser considerada como um alofone de sua contraparte sonora..
- gbaala 'cozinha externa'
- Gbaŋgbaŋ (um rio de Kissidougou)
- gbɛŋgbɔ 'poltrona'
- maagbana taxi'

### Tons
O Kissi tem quatro tons: dois registros e dois contornos, sendo os tons de contorno derivados de tons de nível. Os dois tons de registro são nivelado e, e os dois tons de contorno são um tom médio crescente e um tom alto decrescente. Excepcionalmente para uma língua Nigero-Congolesa, Kissi tem um tom extra-alto, mas ocorre raramente, funcionando em apenas alguns contextos gramaticais.

## Gramática (Kissi do norte)

### Pronomes
| Kissi | Pronúncia | Português | Exemplo Kissi     | Tradução             |
| ----- | --------- | --------- | ----------------- | -------------------- |
| y     | /i/       | Eu        | y tyo kɔlaŋ loŋ.  | Eu estou indo ai.    |
| a     | /a/       | Você      | a tyo kɔlaŋ loŋ.  | Você está indo ai..  |
| o     | /o/       | Ele/Ela   | o tyo kɔlaŋ loŋ.  | Ele(a) está indo ai. |
| n     | /n/       | Nós       | n tyo kɔlaŋ loŋ.  | Nós estou indo ai.   |
| la    | /la/      | Vocês     | la tyo kɔlaŋ loŋ. | You're going there.  |
| aa    | /aː/      | Eles/Elas | aa tyo kɔlaŋ loŋ. | They're going there. |

Como se pode ver nesses exemplos, os verbos não são conjugados como em português, mas são declinados por tom.
| Kissi | Pronúncia | Português | Exemplo Kissi                        | Tradução                             |
| ----- | --------- | --------- | ------------------------------------ | ------------------------------------ |
| ya    | /ja/      | Me        | o tyo ya lɔ. yɔŋgu ya ho. / k'ya ho. | Ele vai me bater. Me dê isso.        |
| nɔm   | /nɔm/     | Te        | y tyo nɔm lɔ.                        | Eu vou bater em você.                |
| ndu   | /ndu/     | Se, Lhe   | y tyo ndu lɔ. o tyo ndu pilɛ lɔ.     | Eu vou bater nele. Ele vai se bater. |
| na    | /na/      | Nos       | o tyo na lɔ.                         | Ele vai nos bater.                   |
| nia   | /nia/     | vos       | o tyo nia lɔ.                        | Ele vai bater em vocês               |
| ndaa  | /ndaː/    | Lhes      | o tyo ndaa lɔ.                       | Ele vai bater neles.                 |

### Artigos
Diferença entre artigos definidos e indefinidos não existem em Kissi, então "mu ɛi" significa "a faca" bem como "uma faca".
Se um objeto tiver que ser definido (porque há mais de um, por exemplo), "this" é usado:
exemplo: muɛi coŋ - esta faca
Se isso não for exato o suficiente, um objeto é descrito usando adjetivos.
yɔŋgu ya muɛi. / k'ya muɛi. - Dê-me a faca.
yɔŋgu ya muɛi bɛndɛi. / k'ya muɛi bɛndɛi. - Me dê a faca grande.

## Amostra de textos

### Uma história curta
Sofɛlɔ nda sulukuo
Sofɛlɔ dimi ni, a, I yema mi kɔɛnnuŋ yondo niŋ, mi simi tyɛiyo loŋ. Mo kɔa o tyeo kɔli. Mo fɛya nyɔ loŋ.
O koŋ mi sulukuo dimi, a, I yema mi kɔ baŋ tyɛiyo tye. Mo hun, o koloma nɛ sofɛlɔ fɛya a. Mo dimi, a, Fonda ho naŋ. A wɛlɛ, Hala mara ya fɔfɔ mi koloma fonda kɛndɔ. O koŋ mo linda puruo, mo kɔa.
Mi sofɛlɔ hun. Mo dimi, a, Hala tyo ya mara tau. O koŋ mi ndu tam gbilikio. Mo kɔa.
Mi sulukuo hun, mo koloma gbilikio, mo mel Hara baraka. Mo simi tyɛiyo, mo kɔa.
Mi sofɛlɔ hun, mo koloma tyɛiyo isisi, mi ndu mel Hala baraka. Ma tosa haa mi tyɛiyo tyu.
O koŋ mi sulukuo hun ityɔllo nda wɛin ndɔ. Ma hini. O koŋ kɔli, mi sofɛlɔ hun wɛlɛ nda wɛin ndɔ, ma hini. Mi nda gbou a daunuŋ kɔndɔfili tau.
Mi sulukuo dimul sofɛlɔ, a, N kɔ dosoleŋ. Mi sofɛlɔ dimi, a, Ya i nɔra wisio diyɔ re, fɔ le tyua. Mi sulukuo dimi, a, Ya i nɔra tyua re, kɔnɔ i nɔra diyɔ. O koŋ ma bɛnda, ma kɔa. Tuma nda tye wisio o, mi sulukuo di ndu, kɔnɔ o nɔra ndu tyua re. Mi sofɛlɔ kɔ tyua ndu, ma hun tyɛi niŋ.
Idio mi sulukuo dimul wɛin ndɔ, a, Fura, n kɔ, katu laŋgbɔnɔ hɔ nɔra worɔ tau, loŋ o tyua na. Ma fura, ma kɔannuŋ.
O koŋ kɔli wɛlɛ, mi sofɛlɔ dimul wɛin ndɔ, a, N kɔnnuŋ, katu laŋgbɔnɔ ho nɔ yomuaŋ tau, loŋ o di na. Ma fura, ma kɔannuŋ.
O koŋ mi tyɛiyo lo fondo. Wana-wana sora tɔnɔ leniŋ te.

### Declaração
wanda tu cio ME pilOO o wolOO ni, le waa o ba ndOO cio, o bEElen kenando ni, o tOngdo ni, bEtu nOn yiyando a kullo, o kon ni naan tu dua mim maalyan kalapilOyEyi ni.
Outra versão
Wanda tu cio mbɛ pilɔɔ o wolɔɔ ni, le waa o ba ndɔɔ cio, o bɛɛlen kenando ni, o tɔŋdo ni, bɛtu nɔn yiyando a kullo, o kon ni naan tu dua mim maalyan kalapilɔyɛyi ni.
Português
Todos os seres humanos nascem livres e iguais em dignidade e direitos. Eles são dotados de razão e consciência e devem agir em relação uns aos outros em espírito de fraternidade.
(Artigo 1 da Declaração Universal dos Direitos Humanos)